# Ludvig Christian Müller
 Der er flere personer med dette navn, se Ludvig Müller.
Ludvig Christian Müller (født 12. maj 1806 i København, død 5. juni 1851 i Hammelev) var en dansk præst og seminarieforstander, far til Sigurd Müller.
Müller blev student i 1822. Som studerende kaldtes han "hebraiske", "syriske" eller "islandske" Müller på grund af sine sproglige studier; gennem disse studier kom han i forbindelse med Jacob Chr. Lindberg og igennem denne med N.F.S. Grundtvig, hvis elev han blev. Efter at han i 1827 var blevet cand.teol., underviste og manuducerede han, skrev en islandsk grammatik (1830), opholdt sig derpå 1½ år på Island, og efter sin hjemkomst udgav han en hebraisk grammatik (1834), en Samling angelsaksiske tekster med ordbog (1835), en islandsk læsebog med ordforklaring (1837), og 1836 begyndte han at udgive sin »Danmarks Historie«. Ved siden af denne store litterære virksomhed holdt han foredrag.
I 1837 blev Müller kapellan ved Ribe Domkirke og sognepræst for Seem, 1842 sognepræst for Snedsted og Nørhå i Aalborg Stift og forstander for Snedsted Seminarium, som 1848 flyttedes til Ranum, og Müller flyttede med som forstander for Ranum Seminarium. Han var en fremragende prædikant, og som seminarieforstander fik han indflydelse i vide kredse; hans friske og oprigtige personlighed med de store evner som lærer blev befrugtende for mange seminarieelever, således for Christen Berg. På grund af de usunde forhold i Ranum måtte han søge bort, og 1850 blev han præst i Starup og Grarup ved Haderslev, men da var han allerede mærket til døden. Müllers "Bibelske Historie", hvoraf 1. del udkom 1843, 2. del 1851 (5. oplag 1891), har været brugt helt frem til det 20. århundrede. I 1864 udgav Fr. Hammerich en samling af Müllers småskrifter.